# Az utolsó család
Az utolsó család (eredeti cím: Ostatnia rodzina) 2016-ban bemutatott lengyel filmdráma, amely a Beksiński família életéről szól. Zdzisław Beksiński (1929–2005) festőművész, fotós és szobrász volt, a fia, Tomasz Beksiński (1958–1999) pedig zenei újságíró és rádiós műsorvezető. A filmet Jan P. Matuszyński rendezte, a zenéjét pedig Atanas Valkov szerezte. 
Magyarországon 2017. május 11-én mutatták be, Lengyelországban pedig 2016. szeptember 22-én. A film egyik gyártója az HBO Europe volt, a főbb szerepekben Andrzej Seweryn, Dawid Ogrodnik és Aleksandra Konieczna látható. A 2019-es magyar szinkronnal ellátott változatot a Duna TV sugározta.

## Szereposztás
| Szerep                               | Színész              | Magyar hangja (1. szinkron, 2019) |
| ------------------------------------ | -------------------- | --------------------------------- |
| Zdzisław Beksiński                   | Andrzej Seweryn      | Harsányi Gábor                    |
| Tomasz Beksiński, Zdzisław fia       | Dawid Ogrodnik       | Kékesi Gábor                      |
| Zofia Beksińska, Zdzisław felesége   | Aleksandra Konieczna | Orosz Anna                        |
| Piotr Dmochowski műkereskedő         | Andrzej Chyra        | Czvetkó Sándor                    |
| Stanislawa Beksińska, Zdzisław anyja | Zofia Perczyńska     | ?                                 |
| Patrycja                             | Alicja Karluk        | ?                                 |
| Stanisława Stankiewicz, Zofia anyja  | Danuta Nagórna       | ?                                 |
| Ewa                                  | Magdalena Boczarska  | ?                                 |
| Helena                               | Agnieszka Michalska  | ?                                 |

- További, azonosítatlan magyar hangok: Bókai Mária, Csifó Dorina, Molnár Ilona, Solecki Janka